# Zgrupowanie „Krybar”

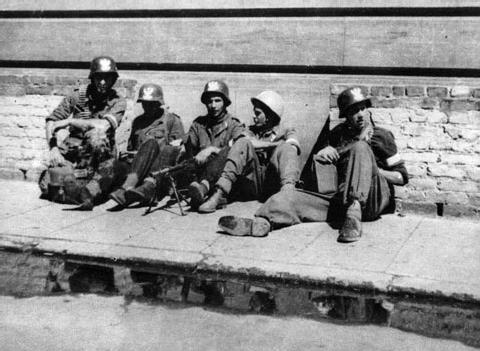
Powstańcy z „Krybara”, „Rafałki” ze zgrupowania „Konrad”

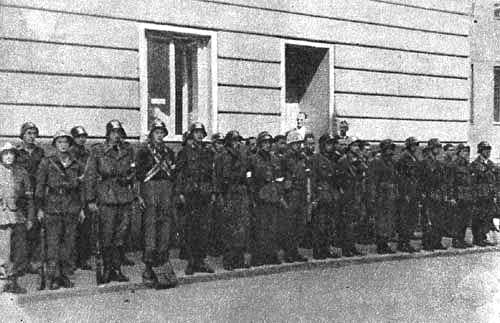
Powstańcy z „Krybara”, pluton zgrupowania „Konrad”

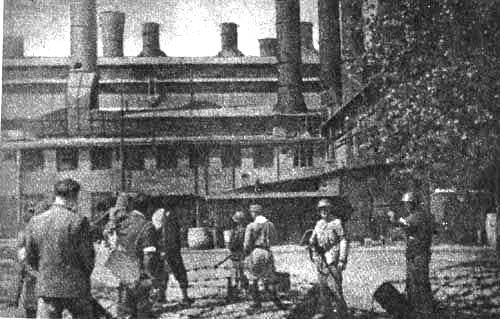
Powstańcy z „Krybara” na terenie Elektrowni Warszawskiej

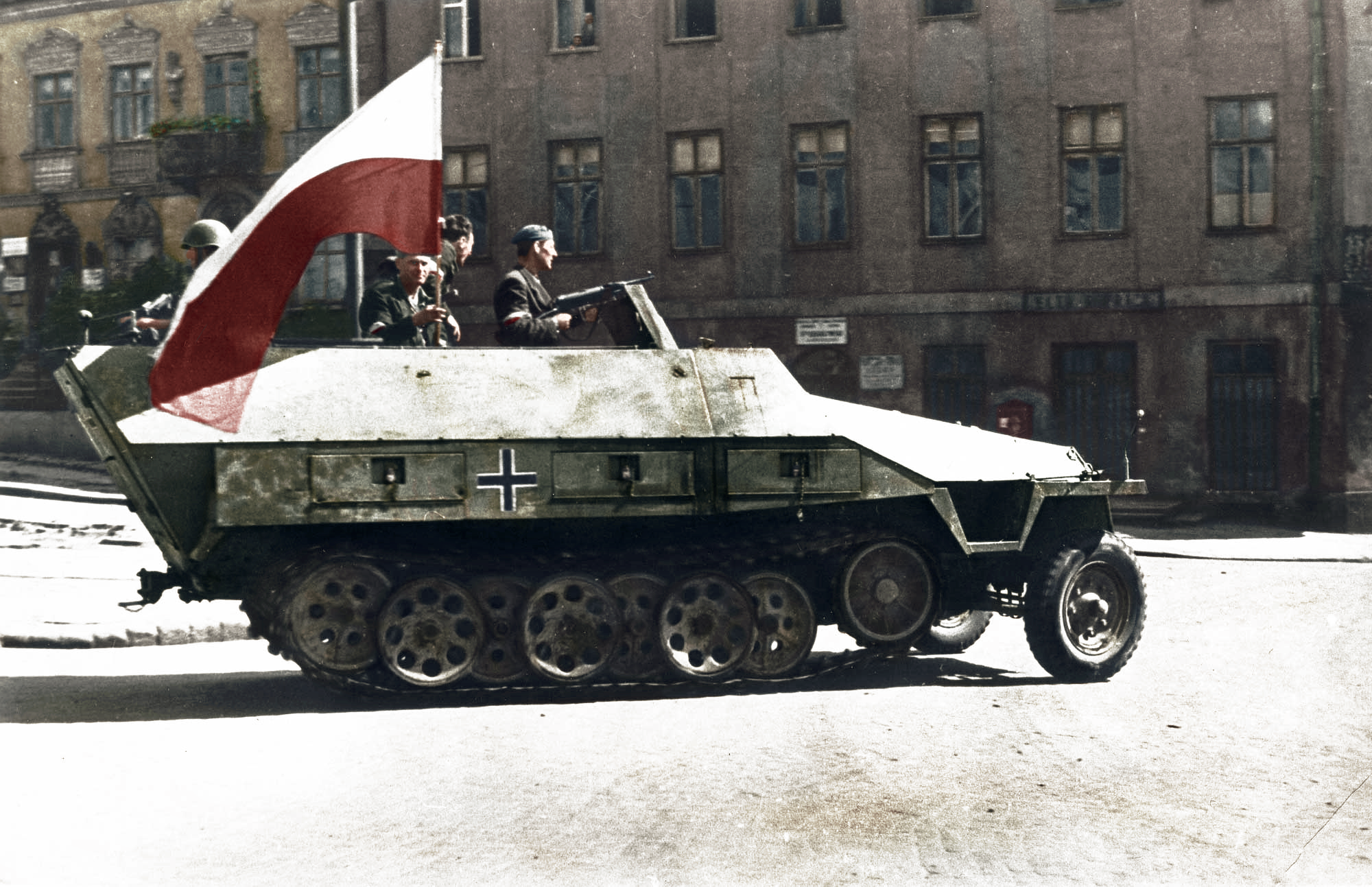
Transporter Szary Wilk zdobyty przez żołnierzy VIII Zgrupowania

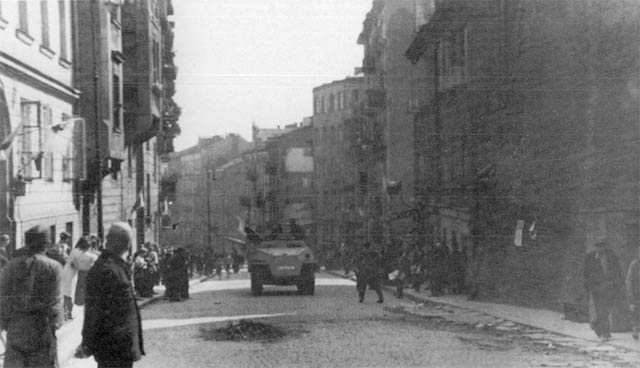
Transporter Szary Wilk zdobyty przez żołnierzy VIII Zgrupowania na ul. Tamka

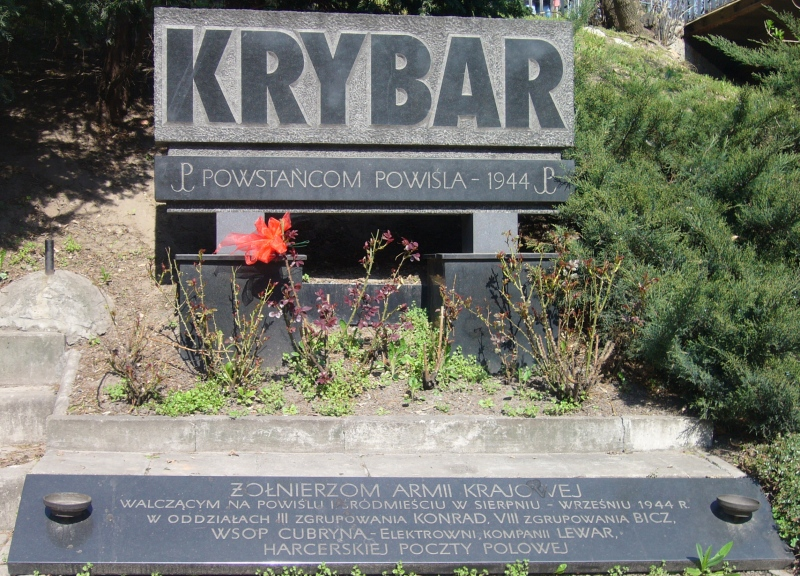
Pomnik zgrupowania „Krybar” przy ul. Tamka

Zgrupowanie „Krybar”, właśc. Grupa Bojowa „Krybar” – zgrupowanie Armii Krajowej walczące w powstaniu warszawskim, na terenie Powiśla w Rejonie I Obwodu Śródmieście AK od 5 sierpnia do 3 września 1944. 
Grupa Bojowa „Krybar” została utworzona na mocy rozkazu komendanta Rejonu I Obwodu Śródmieście AK 5 sierpnia, z połączenia części dotychczasowych III oraz VIII Zgrupowań oraz oddziału WSOP „Elektrownia”. Dowództwo objął kpt. Cyprian Odorkiewicz „Krybar”. Od 3 września grupa wzmocniona oddziałami ze Starego Miasta otrzymała nazwę Grupa „Powiśle”, której dowództwo objął mjr Stanisław Błaszczak „Róg”. 6 września, po upadku Powiśla, grupa została rozwiązana.

## Organizacja
W skład grupy bojowej weszły:
- VIII zgrupowanie pod dowództwem por. Mariana Mokrzyckiego „Bicz”, w składzie:
  - 1 kompania – por. Zbyszko Golian „Zbyszek Solny”, plutony 104, 105, 106;
  - 2 kompania – ppor Jan Jasieński „Jaś” (do 7 sierpnia 1944 por. „Bicz” Marian Mokrzycki), plutony 107, 108, 109;
  - 3 kompania – por. Jan Piotrowski „Lewar” (faktycznie walczyła poza zgrupowaniem w Śródmieściu Północnym);
  - 4 kompania
    - dowódca kompanii – por. Marian Malinowski „Pobóg”
    - pluton 1141: por. piech. rez. inż. Henryk Walczak „Wilk” †4 IX 1944[1][2]
    - pluton 1142
    - pluton 1117

  - pluton 119 saperów – ppor. Stanisław Andrzejewski „Paweł Zaręba”;
  - pluton 1105 Kolumny Motorowej „Wydra” – por Łęczycki Jerzy „Niesobi".

- III zgrupowanie „Konrad” – pod dowództwem por. Juliusza Szawdyna „Konrada” w składzie:
  - 1 kompania - por. rez. Henryk Jaworski „Wrzos”;
  - 2 kompania - por. rez. lot. Stanisław Krowacki „Leonowicz";
  - 3 kompania – por. Tadeusz Kisiel „Rawicz”.

- Oddział WSOP kpt. Stanisława Skibniewskiego – ps. „Cubryna”, stanowiący załogę Elektrowni Warszawskiej.

## Szlak bojowy
1 sierpnia o godzinie 17.00 oddziały VIII zgrupowania podjęły nieudany, ze względu na przewagę ogniową Niemców, atak na Pałac Rady Ministrów, hotel Bristol i Uniwersytet. 2 i 3 sierpnia toczono walki w celu opanowania Powiśla od Wybrzeża Kościuszkowskiego wzdłuż ul. Tamka do Oboźnej, Nowego Światu i ul. Foksal. Udało się opanować rejon od Nowego Światu wzdłuż ul. Smolnej. Niepowodzeniem zakończył się też atak III zgrupowania na most Poniatowskiego i kolejowy most średnicowy. Zdziesiątkowane oddziały zgrupowania obsadziły Powiśle od mostu Poniatowskiego wzdłuż Solca i ul. Dobrej w kierunku północnym. Sukcesem zakończył się atak na Elektrownię Warszawską. Miało to duże znaczenie psychologiczne, a także strategiczne – energia elektryczna była dostarczana do 5 września.
Po zajęciu Powiśla celem zgrupowania stało się zdobycie silnie ufortyfikowanych budynków Uniwersytetu Warszawskiego. Do przeprowadzenia ataku zbudowano samochód pancerny „Kubuś” i użyto zdobytego na nieprzyjacielu 14 sierpnia transportera opancerzonego Sd.Kfz.251/3 Ausf.D, który najpierw otrzymał nazwę „Jaś”, a później „Szary Wilk”. Ataki podejmowane 23 sierpnia i 2 września zakończyły się niepowodzeniem.
Od 3 do 6 września Niemcy przeprowadzili zmasowane ataki na Powiśle z kilku stron, w wyniku których oddziały zgrupowania traciły kolejne pozycje i zostały zmuszone do wycofania się na drugą stronę Nowego Światu. Do utraty Powiśla straciło ok. 50% żołnierzy.
Od 6 września podjęto obronę na odcinku Nowy Świat, Warecka, Poczta Główna. Pozycje te zajmowano do 2 października.

## Żołnierze
W okresie istnienia Zgrupowania Krybar w poszczególnych jego oddziałach zidentyfikowano następujące liczby żołnierzy:
- VIII zgrupowanie „Bicz”: 706;
- III zgrupowanie „Konrad”: 780;
- Oddział WSOP „Elektrownia”: 329.

Wśród nich byli m.in.: Krzysztof Boruń, Janina Burska-Toborowicz „Siostra Janina”, Stanisław Dutkiewicz „Andrzej”, Barbara Kieżun, Mieczysław Kluge „Karol”, Stanisław Kopf, Jan Kosek „Janosik”, Jerzy Rachwał, Janusz Paszyński „Machnicki”, Zofia Raciborska, Zdzisław Sadowski i Stanisław Szuttenbach „Longin”, Wacław Jastrzębowski.